# Staphylococcus haemolyticus
Staphylococcus haemolyticus és un eubacteri amb morfologia de coc que pertany al gènere Staphylococcus. És un bacteri grampositiu, coagulasa negatiu i catalasa positiu. Es troba freqüentment com a organisme comensalista a la pell d'humans i animals. Staphylococcus haemolyticus és resistent a molts agents antimicrobians. S'ha registrat resistència a la vacomicina, fet que suposa un problema perquè aquesta resistència pot ser adquirida per altres estafilococs patògens.